# Акимов, Николай Константинович
Николай Константинович Акимов (6 ноября 1934, Виловатое — 22 мая 2009, Самара) — передовик советской нефтяной и газовой промышленности, машинист крана-трубоукладчика треста «Куйбышевтрубопроводстрой» Министерства строительства предприятий нефтяной и газовой промышленности СССР, Куйбышевская область, полный кавалер Ордена Трудовой Славы (1983).

## Биография
Родился 6 ноября 1934 года в селе Виловатое Борского района Средневолжского края, ныне Богатовского района Самарской области. В 1952 году трудоустроился трактористом Богатовской машинно-тракторной станции. 
После демобилизации из рядов Советской Армии, в которой проходил службу с 1953 по 1956 годы, Николай Константинович возвратился на родину и поступил работать в строительно-монтажное управление № 3 (СМУ-3) треста «Свармонтаж» (с 1979 года — в трест «Куйбышевтрубопроводстрой», ныне — ОАО «СНП „Нова“»). Трест работал по направлению строительства магистральных трубопроводов и объектов обустройства нефтяных и газовых месторождений. Обучившись на курсах, стал работать машинистом крана-трубоукладчика на газификации Донбасса, строительстве нефтепровода «Дружба», аммиакопровода, газопроводов и других объектах нефтяной и газовой промышленности на территории СССР и Российской Федерации.
Указом Президиума Верховного Совета СССР от 11 декабря 1974 года был награждён орденом Трудовой Славы III степени.
Указом Президиума Верховного Совета СССР от 17 марта 1978 года был награждён орденом Трудовой Славы II степени.
Указом Президиума Верховного Совета СССР от 21 сентября 1983 года за успехи, достигнутые на строительстве магистрального газопровода Уренгой — Петровск Николай Константинович Акимов был награждён орденом Трудовой Славы I степени. Стал полным кавалером Ордена Трудовой Славы.
Проживал в Самаре. Умер 22 мая 2009 года.

## Награды и звания
- Орден Трудовой Славы — I степени (21.09.1983);
- Орден Трудовой Славы — II степени (17.03.1978);
- Орден Трудовой Славы — III степени (11.12.1974).